# Comuna Lisnivka, Sakî
Lisnivka (în ucraineană Ліснівка) este o comună în raionul Sakî, Republica Autonomă Crimeea, Ucraina, formată din satele Harșîne, Kulîkivka, Lisnivka (reședința), Prîberejne și Volodîmîrivka.

## Demografie
Componența lingvistică a comunei Lisnivka
     Rusă (63,35%)
     Tătară crimeeană (18,38%)
     Ucraineană (16,17%)
     Alte limbi (0,92%)
Conform recensământului din 2001, majoritatea populației comunei Lisnivka era vorbitoare de rusă (63,35%), existând în minoritate și vorbitori de tătară crimeeană (18,38%) și ucraineană (16,17%).